# Efraín Santander
Efraín Santander (Los Andes, Chile, 7 de diciembre de 1941) es un exfutbolista chileno que jugaba de Portero, además de ser cinturón negro en karate. Sus mejores campañas las realizó en el club Colo-Colo.

## Trayectoria
Es considerado uno de los mejores arqueros de la historia del fútbol chileno. 
Comenzó a jugar fútbol desde los 12 años de edad, en la ciudad de La Calera. Se destacó en el equipo de los ex–alumnos Maristas, siendo nominado como Seleccionado Juvenil de San Felipe, combinado que fue campeón en el Campeonato nacional Juvenil de 1957 jugado en San Antonio.
El Pelado Caupolicán Peña lo incorporó a Colo-Colo en abril de 1958. En 1961 fue cedido a préstamo a Deportes La Serena de la Primera B.
Debutó oficialmente en Colo-Colo en 1963 frente a Santiago Morning. Durante la década de 1960 fue ídolo y titular del equipo popular, resistiendo los ataques rivales, en una época en que Colo-Colo atravesaba por serias crisis futbolísticas. 
Disputó el puesto con el gran Misael Escuti hasta 1964, cuando este último se retiró de fútbol. No hizo olvidar al ciego Escuti, pero lo reemplazó en prestancia, dominio del área, personalidad y seguridad en sí mismo. En 1970 comenzó a ceder el puesto a un loco, al promisorio Manuel Araya. 
A fines de 1968, en el Estadio Fiscal de Talca, se cuenta una de sus mejores anécdotas, ya que su temperamento lo traicionó, sacando a relucir su cinturón negro golpeando incluso hasta el jefe de la barra de Rangers de Talca. Se libró de media docena de Carabineros y siguió golpeando gente. Santander, que según todos, actuó en defensa propia, pasó esa noche detenido y fue liberado al día siguiente, previo pago de una fianza de cien escudos.
Jugó en Colo-Colo desde el año 1962 a 1971, completando 9 temporadas y 132 partidos por el cacique. Logró ser Campeón del Primera División de Chile en 1963 y 1970.
En los siguientes años jugó en Centroámerica, en 1972 en Municipal de Guatemala. Luego en 1974 jugó por el Club Juventud Católica (JUCA) del mismo país. Volvió a Municipal para ser Campeón de la Liga Nacional de Guatemala 1974.

## Selección nacional
Fue parte de la Selección Chilena Sub-20 donde disputó un torneo juvenil en 1958, equipo en el que también jugaron unas "jóvenes promesas" llamadas Alberto Fouilloux, Jorge Venegas y José Sulantay, entre otros jugadores.
En la Selección Chilena Adulta jugó en 1 ocasión. 

## Clubes
| Club                     | País      | Año       |
| ------------------------ | --------- | --------- |
| Colo-Colo                | Chile     | 1958-1960 |
| Deportes La Serena       | Chile     | 1961      |
| Colo-Colo                | Chile     | 1962-1971 |
| CSD Municipal            | Guatemala | 1972-1973 |
| Juventud Católica (JUCA) | Guatemala | 1973-1974 |
| CSD Municipal            | Guatemala | 1974      |

## Palmarés

### Torneos nacionales
| Título           | Club          | País      | Año  |
| ---------------- | ------------- | --------- | ---- |
| Primera División | Colo-Colo     | Chile     | 1963 |
| Primera División | Colo-Colo     | Chile     | 1970 |
| Liga Nacional    | CSD Municipal | Guatemala | 1974 |